# HD 186984
HD 186984，又名BD-14 5555，SAO 162998、HR 7532，是一颗恒星，视星等为6.11，位于銀經26.72，銀緯-18.63，其B1900.0坐标为赤經19h 42m 25.9s，赤緯-13° -18.63′ 59″。